# Gardefort
Gardefort is een gemeente in het Franse departement Cher (regio Centre-Val de Loire) en telt 113 inwoners (2004). De plaats maakt deel uit van het arrondissement Bourges.

## Geografie
De oppervlakte van Gardefort bedraagt 8,5 km², de bevolkingsdichtheid is 13,3 inwoners per km².
De onderstaande kaart toont de ligging van Gardefort met de belangrijkste infrastructuur en aangrenzende gemeenten.

## Demografie
Onderstaande figuur toont het verloop van het inwonertal (bron: INSEE-tellingen).